# 萨尔茨兰县
萨尔茨兰县（Salzlandkreis）是德国萨克森-安哈特州的一个县，组建于2007年7月1日，首府贝恩堡。

## 市镇
- 阿尔斯莱本
- 阿舍斯莱本
- 巴尔比
- 贝恩堡
- 伯尔德奥厄
- 伯尔德-哈克尔
- 伯尔德兰
- 博尔讷
- 萨勒河畔卡尔伯
- 埃格尔恩
- 吉尔斯莱本
- 居斯滕
- 黑克林根
- 伊尔伯施泰特
- 肯嫩
- 萨勒河畔宁堡
- 普勒茨考
- 易北河畔舍讷贝克
- 塞兰
- 施塔斯富特
- 沃尔米斯莱本